# Nyíradony

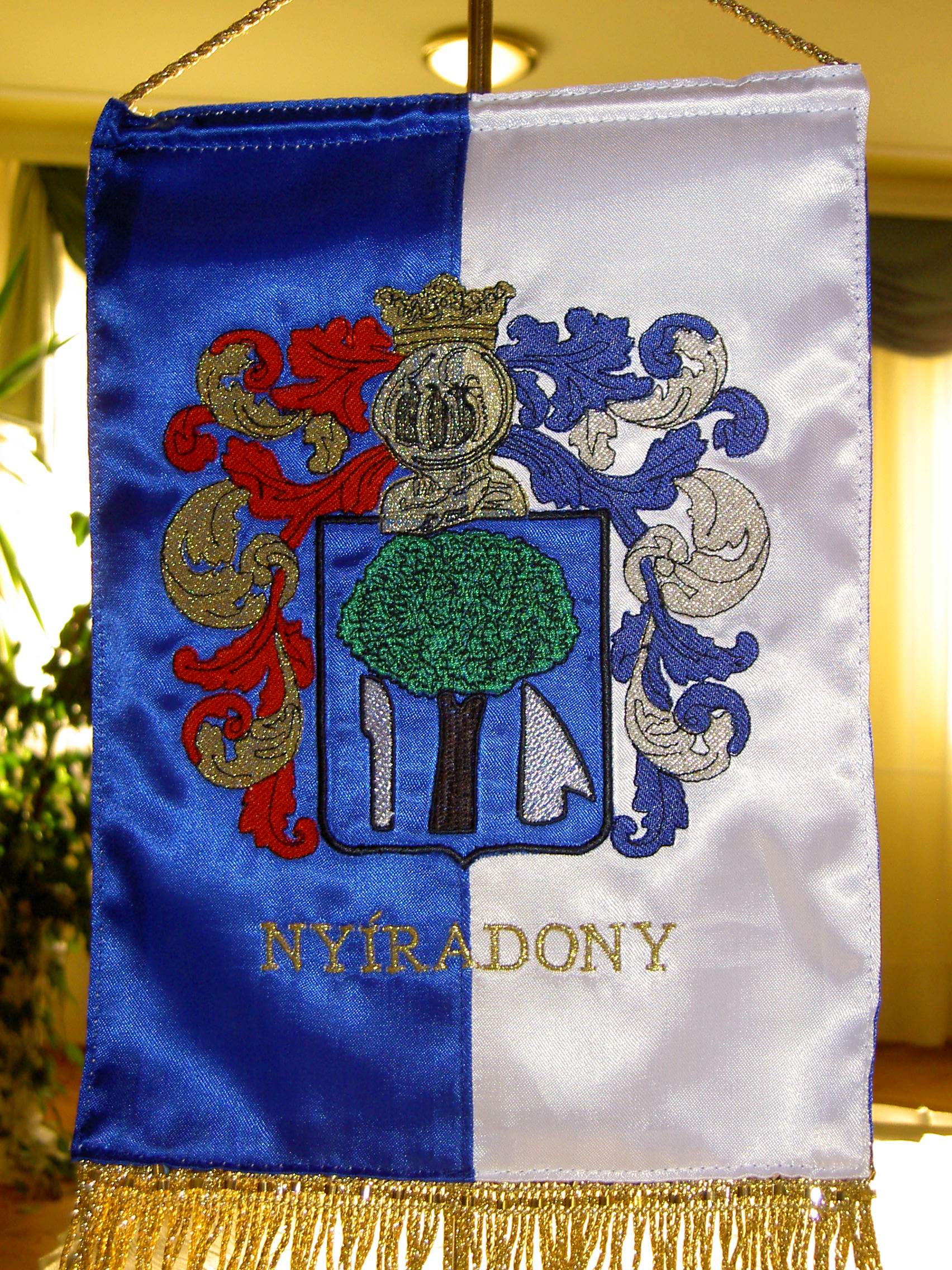
Wappen von Nyíradony

Nyíradony [ˈɲiːrɒdoɲ] ist eine Stadt in Ostungarn im Komitat Hajdú-Bihar mit 7.836 Einwohnern (Stand 2011). Nyíradony liegt 26 Kilometer nordöstlich von Debrecen. Das Stadtgebiet umfasst eine Fläche von 9.570 Hektar.

## Sehenswertes

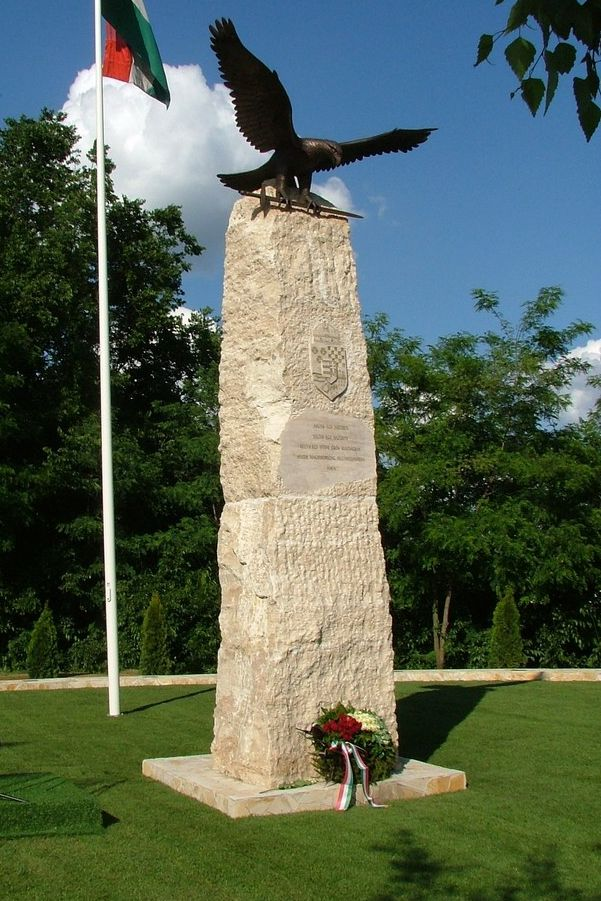
Turul Denkmal in Nyíradony
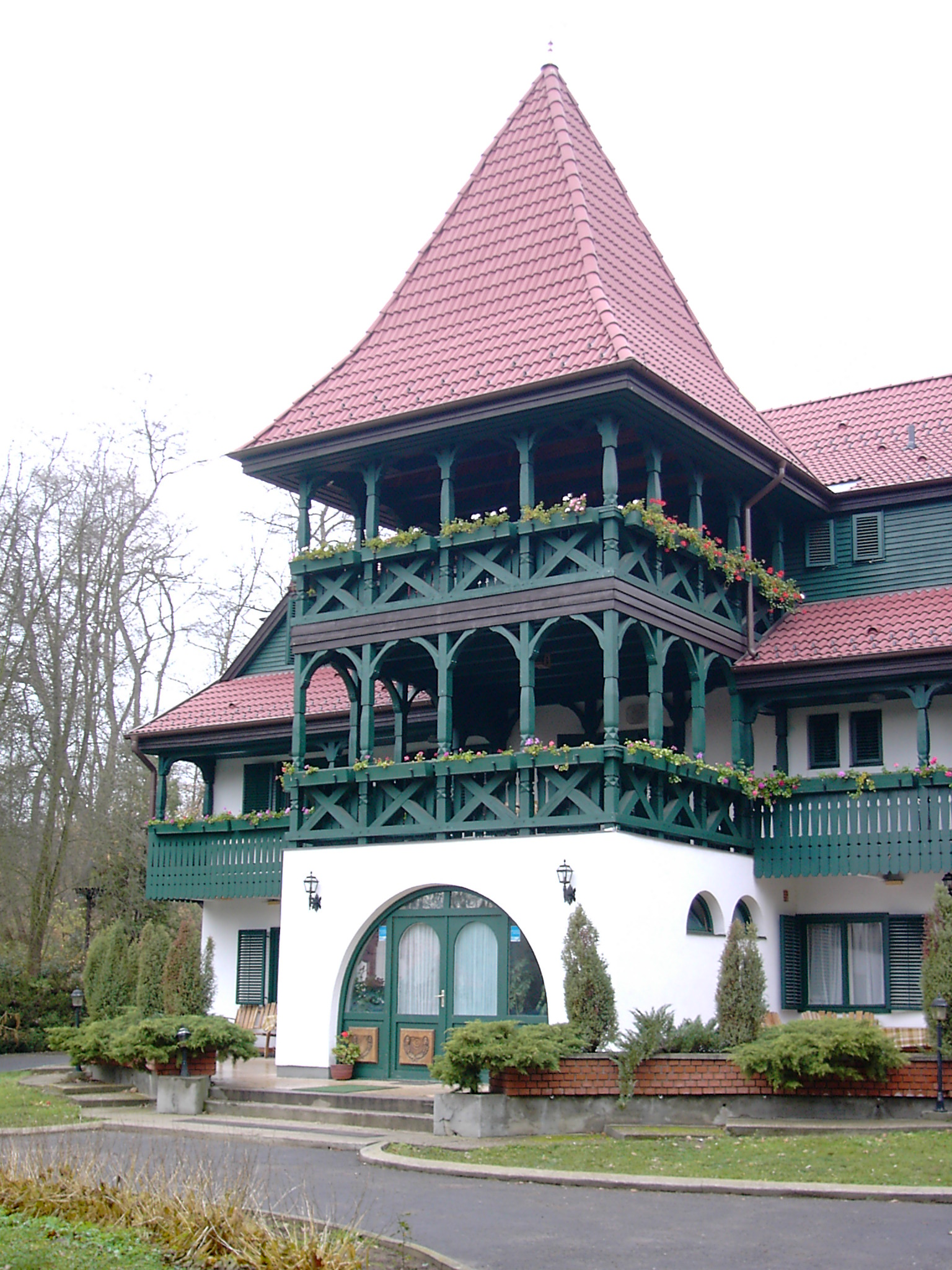
Jagdhaus bei Nyíradony
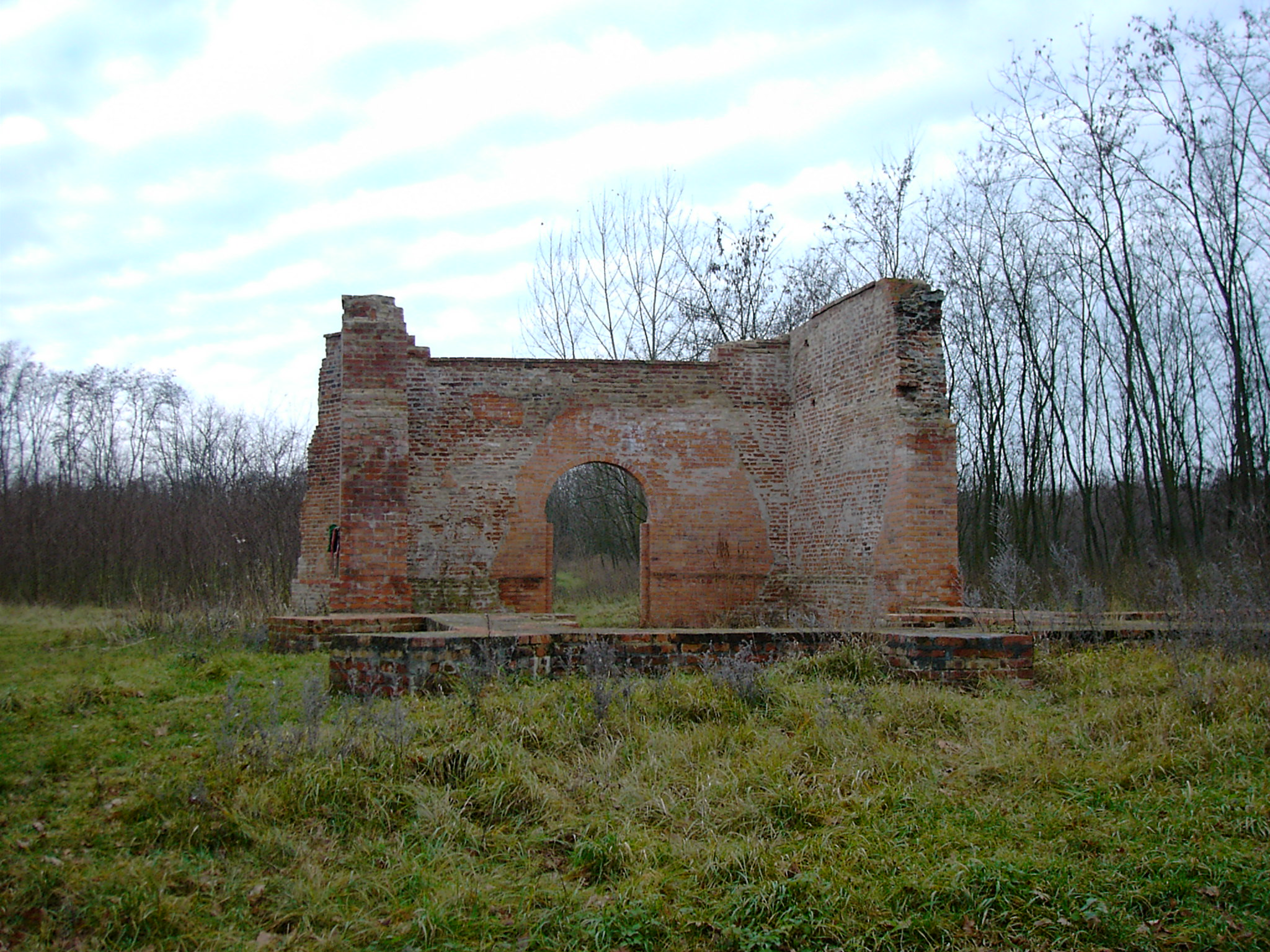
Ruine einer kleinen Kapelle

- Große Sporthalle mit Hallenbad und Sauna
- Griechisch-katholische Kirche mit schöner Wandbemalung in der Ortsmitte
- Ruine einer kleinen Kapelle, die im 12. Jahrhundert von den Tataren zerstört wurde

## Städtepartnerschaften
- Estelnic, Rumänien
- Montpezat-de-Quercy, Frankreich

## Verkehrsanbindung
- Mit dem Auto: Nyíradony liegt direkt an der Landstraße 471, die nach Debrecen führt.
- Mit dem Zug: Es gibt vereinzelte Züge, die direkt nach Budapest fahren, für Fernverbindungen muss im Allgemeinen in Debrecen umgestiegen werden.